# Lista cetăților moldovenești

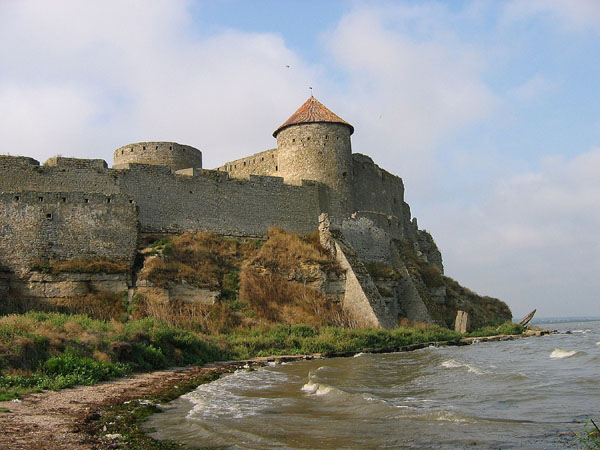
Cetatea Albă (Ucraina) „în fața tătarilor”

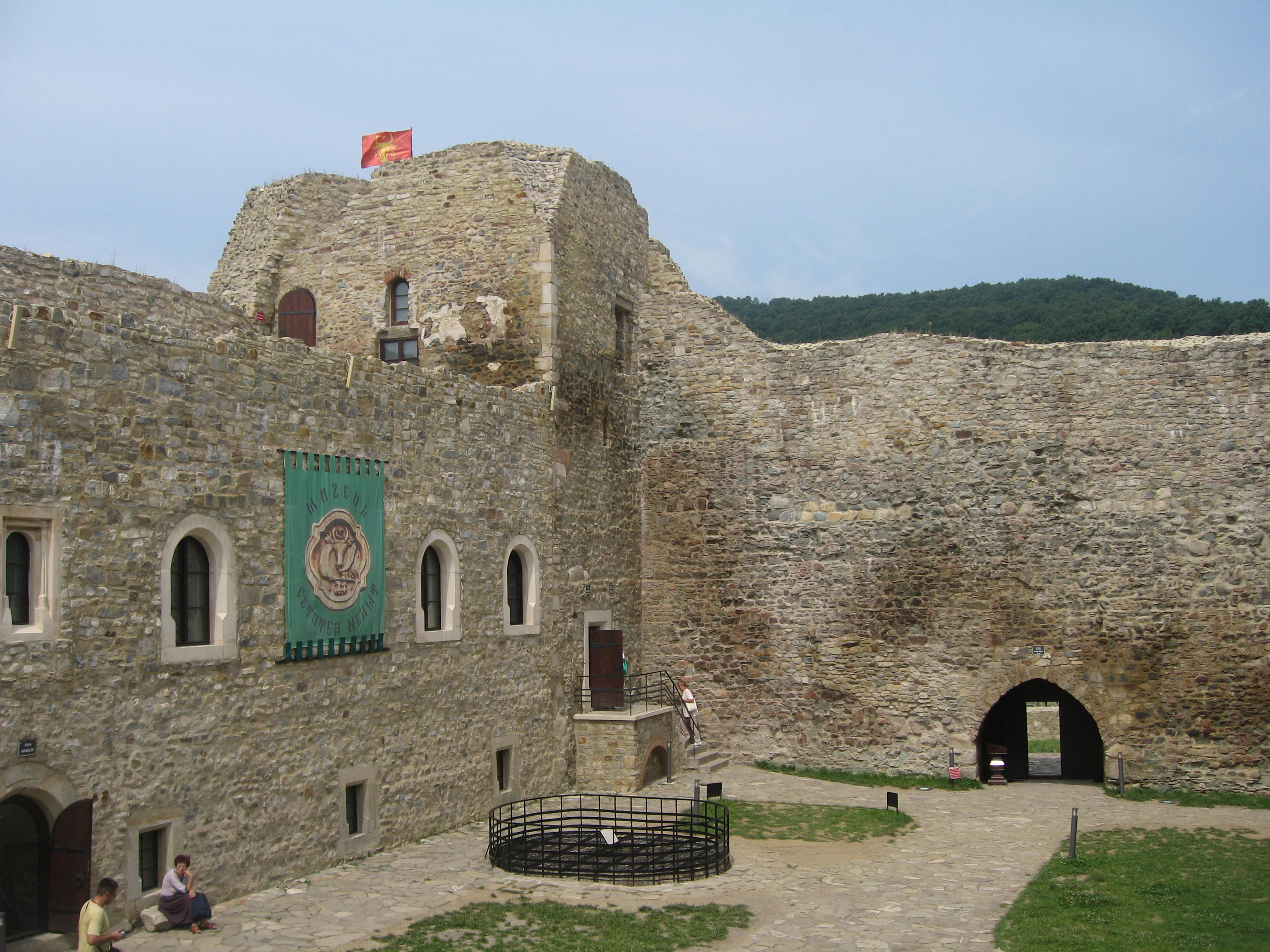
Cetatea Neamțului (România)

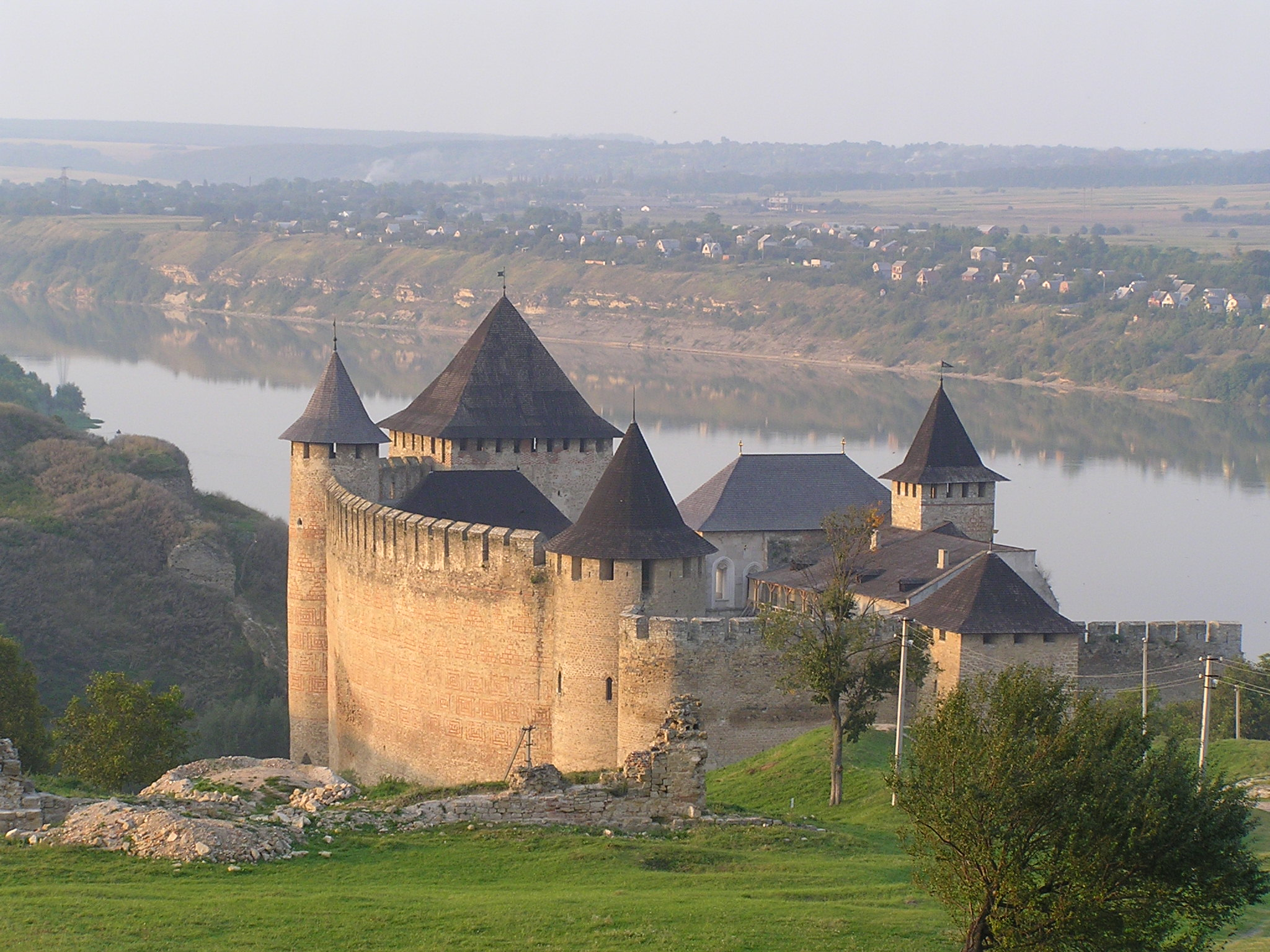
Cetatea Hotinului (Ucraina)

Aceasta este o listă a cetăților moldovenești de pe fostul teritoriu al Principatului Moldovei (actual Moldova Occidentală, Republica Moldova și Ucraina).
| Nr. ord. | Cetatea                        | Secolul în care a fost ridicată | Statul în care se află astăzi |
| -------- | ------------------------------ | ------------------------------- | ----------------------------- |
| 1        | Baia                           | XIV                             | România                       |
| 2        | Bârlad                         | XII                             | România                       |
| 3        | Cetatea Albă                   | XIV                             | Ucraina                       |
| 4        | Cetatea lui Iurghici (Palanca) | XV                              | Moldova                       |
| 5        | Chilia (Licostomo ?)           | XV                              | Ucraina                       |
| 6        | Costești                       | XIII-XIV                        | Moldova                       |
| 7        | Crăciuna                       | XIV                             | România                       |
| 8        | Fălciu (Falcin)                | XVIII                           | România                       |
| 9        | Hmielov                        | XIV                             | Ucraina                       |
| 10       | Hotin                          | XIV                             | Ucraina                       |
| 11       | Iași                           | XIV-XV                          | România                       |
| 12       | Ismail (Smil)                  | XV                              | Ucraina                       |
| 13       | Neamț                          | XIV                             | România                       |
| 14       | Orhei                          | XV                              | Moldova                       |
| 15       | Roman (Cetatea Nouă)           | XV                              | România                       |
| 16       | Roman (Cetatea Veche)          | XIV                             | România                       |
| 17       | Siret                          |                                 | România                       |
| 18       | Soroca                         | XV                              | Moldova                       |
| 19       | Suceava                        | XIV                             | România                       |
| 20       | Șcheia                         | XIV                             | România                       |
| 21       | Tatarbunar                     | XVI-XVII                        | Ucraina                       |
| 22       | Tighina                        | XVI                             | Moldova                       |
| 23       | Tintul (Toboc)                 | XIV                             | Ucraina                       |
| 24       | Țețina                         | XIV                             | Ucraina                       |

## Lectură
- Șlapac, Mariana. Cetăți medievale din Moldova (mijlocul secolului ai XIV-ea - mijlocul secolului al XVI-lea). Chișinău: ARC, 2004. 368 p. ISBN 9975-61-320-9